# Gweilspitze
Gweilspitze är en bergstopp i Österrike.   Den ligger i distriktet Bludenz och förbundslandet Vorarlberg, i den västra delen av landet, 500 km väster om huvudstaden Wien. Toppen på Gweilspitze är 2 187 meter över havet.
Terrängen runt Gweilspitze är huvudsakligen bergig. Närmaste större samhälle är Bludenz, 16,2 km nordväst om Gweilspitze. 
I omgivningarna runt Gweilspitze växer i huvudsak blandskog. Runt Gweilspitze är det ganska glesbefolkat, med 47 invånare per kvadratkilometer.